# Acúrcio Torres
Acúrcio Francisco Torres (Cantagalo, 12 de abril de 1897 – Niterói, 24 de agosto de 1976) foi um advogado e político brasileiro. Exerceu o mandato de deputado federal constituinte pelo Rio de Janeiro em 1934 e 1946. Foi promotor público na cidade de Niterói e também adjunto de promotor no Distrito Federal. No campo da advocacia, era membro do Conselho da Ordem dos Advogados do Estado do Rio e também sócio do Instituto de Advogados do Rio de Janeiro.

## Família
Seu pai era Antônio Francisco Torres e sua mãe era Maria Zulmira Torres. Acúrcio tinha dois irmãos: o jornalista Alberto Torres e o militar Paulo Francisco Torres. Alberto foi deputado federal e estadual pelo Rio de Janeiro entre o período de 1955 até 1959. O jornalista também assumiu o cargo de secretário da Educação durante sua vida profissional. O outro irmão, Paulo Torres, tem em seu histórico profissional as funções de chefe da polícia (1954), governador do estado do Acre (1955 - 1956) e do estado do Rio de Janeiro (1964 - 1966), senador (1967 - 1975) e deputador federal (1979 - 1982) pelo Rio de Janeiro.
Ele foi casado com Alzira da Rocha Lourenço Torres e teve um filho.

## Estudos
Acúrcio estudou no Colégio Barros e no Colégio Abílio, os dois ficam em Cantagalo, cidade em que nasceu. Depois, já em Niterói, no Rio de Janeiro, ele frequentou o Curso Guilherme Briggs e depois fez bacharelado na Faculdade de Direito do Rio de Janeiro, em 1916.

## Carreira Política
Começou sua carreira política como vereador em Niterói, seus mandato começou em 1919 e foi até 1923. As principais pautas durante seu exercício como vereador ficaram em volta da situação do funcionalismo público e as condições urbanísticas de Niterói. Além dessa atuação na Câmara Municipal, Acúrcio foi membro da Comissão de Higiene, Assistência e Segurança.
Entre os anos de 1921 e 1922, o político teve participação na promoção da candidatura do político Nilo Peçanha à presidência da República. Em oposição ao candidato Artur Bernardes, Peçanha foi eleito. Ainda em ligação ao ex-presidente do Brasil, Acúrcio apoiou a Revolta de 5 de julho de 1922, movimento esse que serviu como um ponto de partida para as revoltas tenentistas que ocorreram na década de 1920.
Em 1926, Acúrcio Torres foi eleito deputado estadual do Rio de Janeiro. Dois anos depois, em 1928, tornou-se membro da Comissão do Estado da Constituinte estadual. Ele foi reeleito em 1930 e, em 1933, se elegeu como deputado da Assembléia Nacional Constituinte. Nessa atuação política, se posicionou a favor da anistia ampla e irrestrita, do divórcio, da liberdade de imprensa e defendeu a autonomia do Distrito Federal. Apesar de ter sido, mais uma vez, reeleito para o cargo que exercia no momento, o mandato que se iniciou em 1934 foi interrompido em é 1937, pois, com o início do Estado Novo, ocorreu a supressão dos órgãos legislativos.
Após esse período, Acúrcio foi eleito deputado do estado do Rio de Janeiro, em 1945, ligado ao Partido Social Democrático (PSD). O mandato começou no ano seguinte, em 1946. Nesse período, sua atuação de maior destaque foi no processo que cassou mandatos de parlamentares considerados comunistas, em 1948.
Nos anos finais de sua carreira política, foi presidente das seguintes comissões: Comissão Permanente de Serviço Público Civil da Câmara dos Deputados; comissões especiais de Leis Complementares da Constituição e de Regimento Comum do Senado; Comissão Mista de Leis Complementares. Acúrcio ainda teve participação em outras duas comissões: Comissão de Inquérito sobre Arrecadação e Aplicação das Rendas dos Institutos de Previdência; Comissão Especial de Encampação da The São Paulo Railway.

Acúrcio Francisco Torres se retirou da Câmara dos Deputados em 1951, ao fim de seu mandato.